# Gerindra
Gerindra (voluit Partai Gerakan Indonesia Raya, letterlijk "Groot(s) Indonesië Beweging Partij") is een politieke partij in Indonesië. De partij werd in 2008 opgericht door oud-legergeneraal Prabowo Subianto, die de partij wilde gebruiken om zijn kansen op het presidentschap te vergroten. Uiteindelijk is dat in 2024 gelukt. Prabowo won met 58% van de stemmen de presidentsverkiezingen. Hij is op 20 oktober 2024 geïnaugureerd voor een periode van vijf jaar.

## Geschiedenis
Prabowo Subianto was generaal in het Indonesisch Nationaal Leger, tot hij in 1998 werd ontslagen vanwege zijn rol in de ongeregeldheden rondom de Reformasi. In de aanloop van de presidentsverkiezingen van 2004 ambieerde Prabowo het partijleiderschap van Golkar, de partij van het gevallen regime van Soeharto. Dat mislukte; Wiranto werd partijleider en presidentskandidaat.
In 2008 besloot Prabowo om zijn eigen partij Gerindra op te richten, om daarmee opnieuw een gooi te kunnen doen naar het presidentschap. Bij de parlementsverkiezingen van 2009 behaalde Gerindra 4,46% van de stemmen (26 zetels), onvoldoende om een presidentskandidaat te mogen voorstellen. Gerindra sloot zich daarom aan bij de coalitie van Megawati Soekarnoputri (PDI-P) en Prabowo werd kandidaat voor het vicepresidentschap. De verkiezingen werden echter verloren.
Bij de parlementsverkiezingen van 2014 en van 2019 groeide de populariteit van de partij: Gerindra werd respectievelijk de derde en tweede partij in het parlement. Gerindra stelde zowel in 2014 als in 2019 Prabowo kandidaat voor het presidentschap, maar beide verkiezingen werden verloren van Joko Widodo.
Na de verloren verkiezing van 2019 sloot Gerindra zich aan bij de coalitie van toenmalig president Joko Widodo (2014-2024).
Bij de parlementsverkiezingen van 2024 wist Gerindra 86 van de 580 zetels te halen. Het is daarmee de op twee na grootste partij (van de acht partijen in het parlement).
Partijleider Prabowo werd opnieuw kandidaat voor het ambt van president en wist in 2024 de verkiezingen te winnen.

## Verkiezingsresultaten
| Jaar | Stemmen    | Percentage | Zetels   |
| ---- | ---------- | ---------- | -------- |
| 2009 | 4.646.406  | 4,46%      | 26 / 560 |
| 2014 | 14.760.371 | 11,81%     | 73 / 560 |
| 2019 | 17.594.839 | 13,57%     | 78 / 575 |
| 2024 | 20.071.708 | 13,22%     | 86 / 580 |